# روآن
 روآن ، (بالفرنسية: Roanne)‏، (تنطق:ʁɔan)، هي بلدية فرنسية في إقليم لوار، في وسط فرنسا.

## توأمة
لروآن اتفاقيات توأمة مع كل من:
- مونتيفاركي
- نانيتون [الإنجليزية]‏
- رويتلينغن
- لغنيتسا
- Nuneaton and Bedworth [الإنجليزية]‏
- وادي الحجارة

## أعلام
- هنري فيرناند دينتز
- سدريك سي محمد
- بيير إيتيه
- رينيه لوريش
- جون بيير جونيه